# TVR 350SE
La TVR 350SE est une voiture de sport conçue et construite par TVR de 1990 à 1991. Elle fait partie de la série des modèles Wedges de TVR. En 1990 TVR Engineering Limited produisit une série limitée de 25 exemplaires spécialement préparés pour marquer la fin annoncée de la 350i. Cette série venait commémorer les 7 années de production précédentes au cours desquelles plus d'un millier de TVR 350i furent fabriquées. La 350SE produite en série limitée était considérée comme l'ultime progression du 350i en ce qui concerne les performances et le plaisir de conduite . 
Toutes les 350SE étaient équipés d'un moteur en alliage V8 Rover NCK de 3,9 litres, de roues en alliage poli à rayons multiples et d'amortisseurs réglables Koni. 

## Voitures individuelles

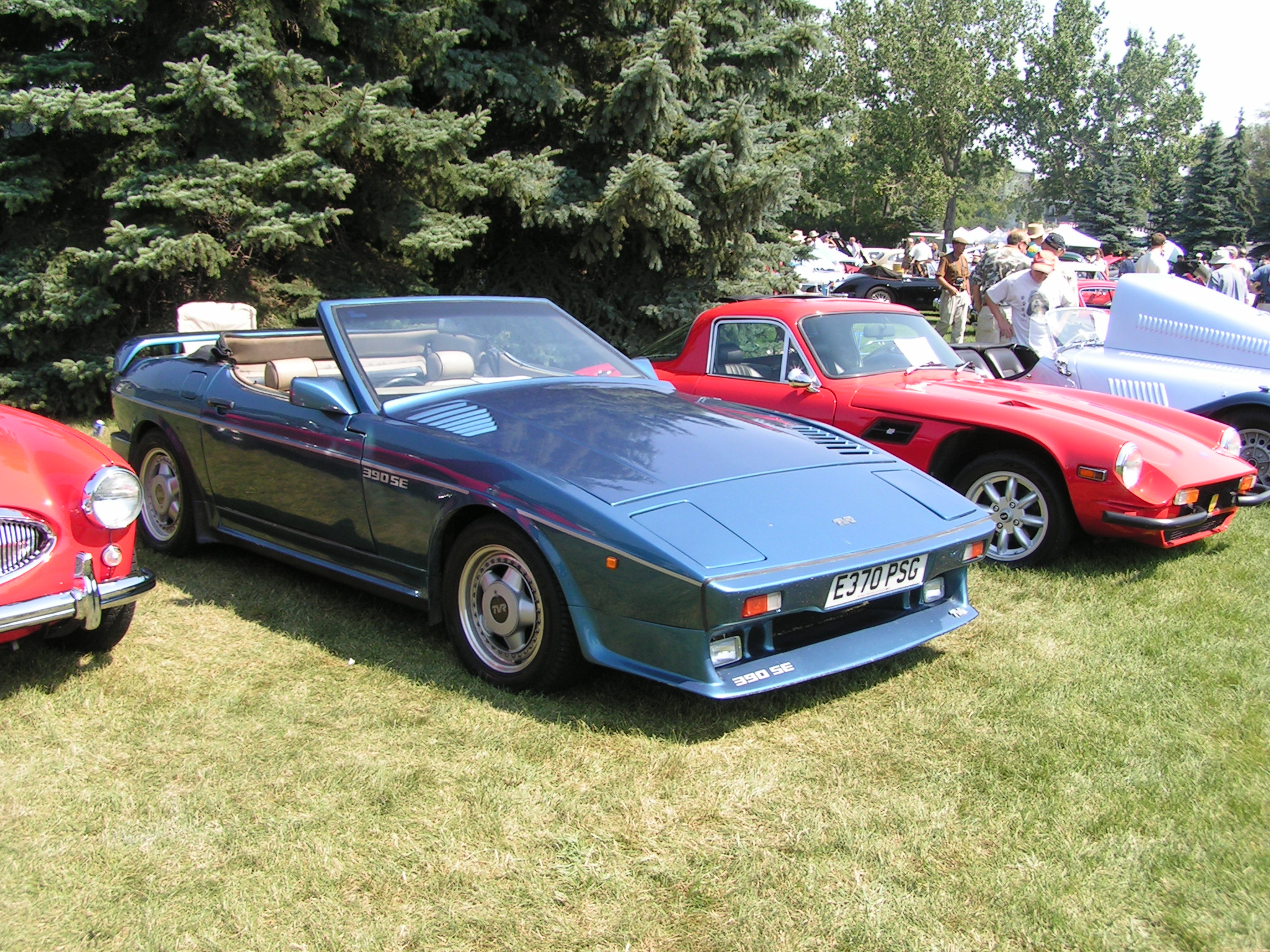
TVR 390SE

Chaque voiture est numérotée de façon unique avec son numéro entouré de lauriers dorés reconnaissables sur les ailes latérales et arrière. Les voitures recevaient également des décalcomanies 350SE sur le spoiler avant, les bas de caisse latéraux et le becquet arrière. TVR commercialisait les 350SE pour 21 000 £. 
La numéro 13 n'a jamais été fabriqué, il y avait donc un numéro 26 pour composer les 25 voitures. 
La numéro 20 embarquait des culasses équipées de grosses soupapes. 
La numéro 19 a été démonté en pièces détachées et n'existe plus. 

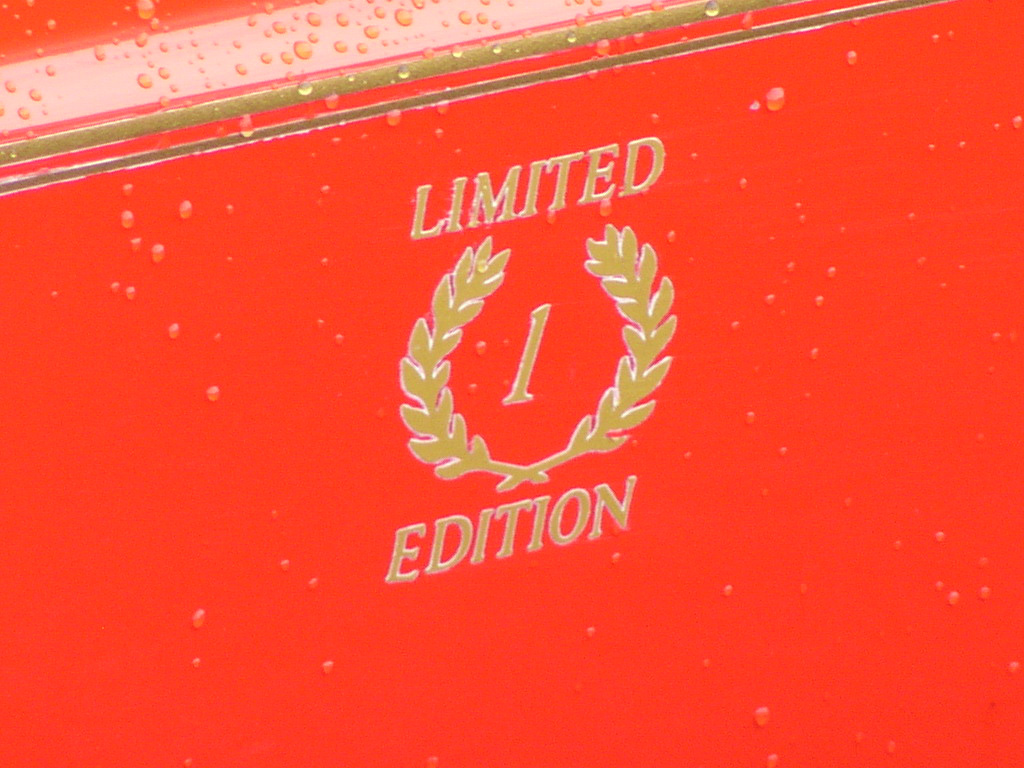
350SE N°1
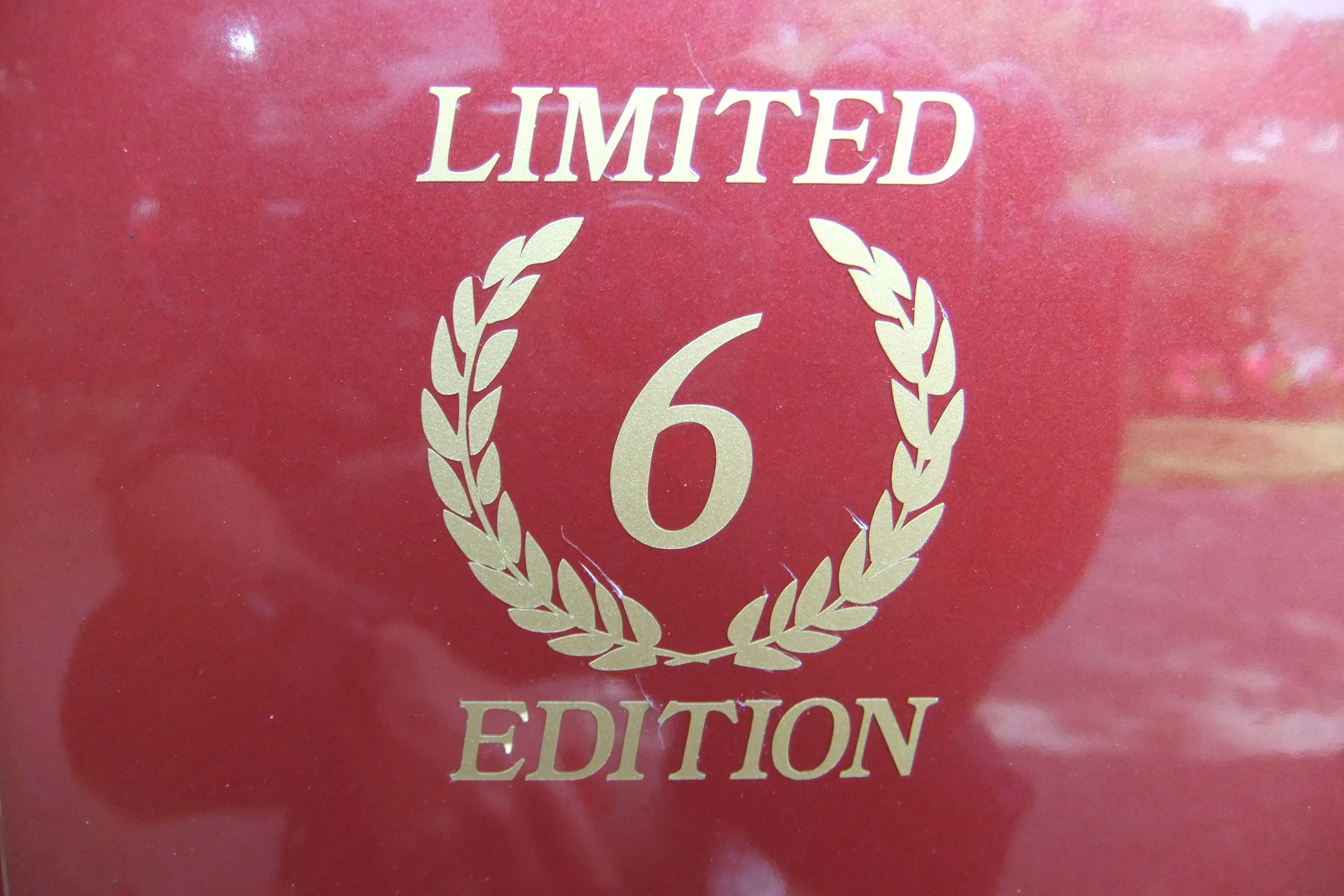
350SE N°6
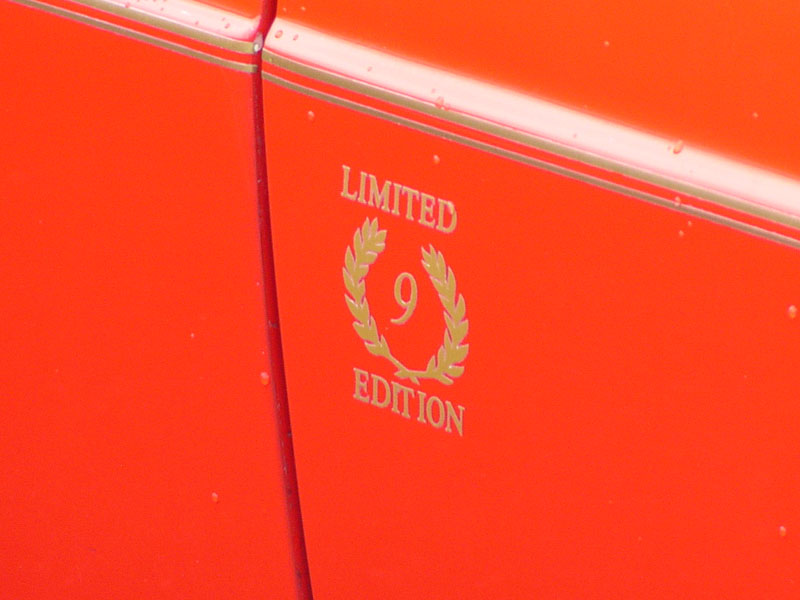
350SE N°9
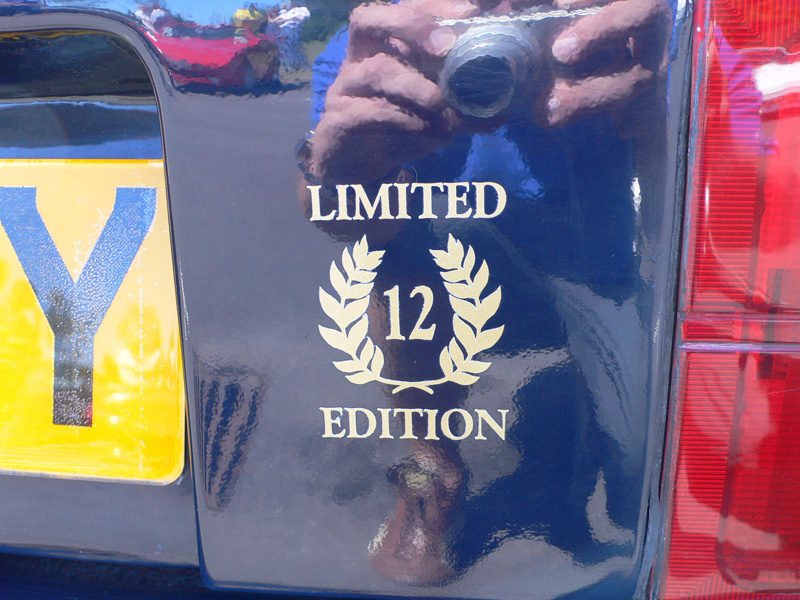
350SE N°12
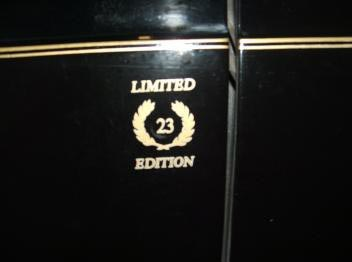
350SE N°23
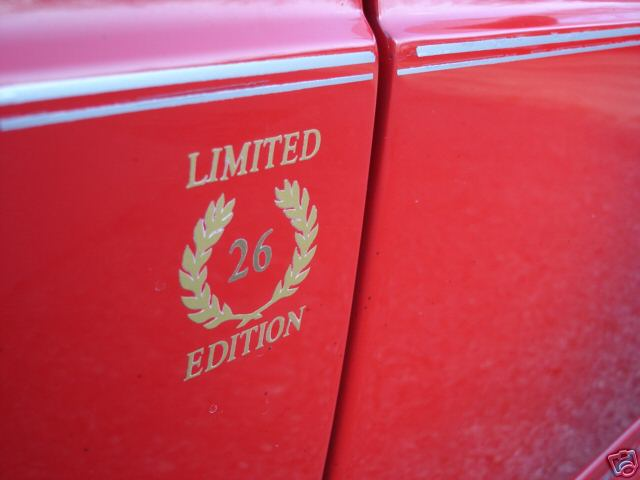
350SE N°26

| Numéro | Couleur extérieure         | Détails intérieurs        | Information additionnelle                           |
| ------ | -------------------------- | ------------------------- | --------------------------------------------------- |
| 1      | Rouge Monza                | Crème et rouge            | Détruite en 2010                                    |
| 2      | Rouge Mica                 |                           |                                                     |
| 3      | Bleu                       | Gris                      |                                                     |
| 4      | Bleu Starfire Bleu Mica    | Magnolia                  |                                                     |
| 5      | Rouge                      | Intérieur parchemin       |                                                     |
| 6      | Rouge Ruby Mica            | Magnolia                  | à vendre en 2012 - 37800 miles                      |
| 7      | Vert                       |                           |                                                     |
| 8      | Rouge Bourgogne métallique | Cuir gris                 |                                                     |
| 9      | Rouge Rosso                | Cuir gris                 | à vendre en 2013, 5000 £ - nombreuses améliorations |
| 10     | Rouge                      | Cuir crème                |                                                     |
| 11     | Vert                       | Cuir crème                |                                                     |
| 12     | Bleu Mica Midnight         | Magnolia demi-peau        |                                                     |
| 14     | Bleu Nuit                  |                           |                                                     |
| 15     | Noir                       | Crème                     |                                                     |
| 16     | Rouge                      |                           |                                                     |
| 17     | Vert                       |                           |                                                     |
| 18     | Bleu Mica                  | Magnolia pleine peau      |                                                     |
| 19     | Bleu                       |                           | Démontée                                            |
| 20     | Gris                       | Gris                      | à vendre en 2014 7500 £ 69000 miles                 |
| 21     | Cooper Green               | Magnolia                  |                                                     |
| 22     | Bleu Saphir                | Magnolia                  | Restaurée et en Belgique                            |
| 23     | Noir                       | Magnolia                  |                                                     |
| 24     | Bleu Nuit                  | Magnolia                  |                                                     |
| 26     | Rouge Monza                | Noir avec passepoil rouge |                                                     |

- 350SE N°1
- 350SE N°6
- 350SE N°9
- 350SE N°12
- 350SE N°23
- 350SE N°26